# 펠로리 산맥
펠로리 산맥(Pelóri)은 실마릴리온에 등장하는 지명이다. 아만 대륙 동쪽에 세워진 거대한 산맥이며, 등불의 시대가 끝난 뒤 발라들이 아만으로 건너가 발리노르를 건설했을 때, 모르고스가 다시금 발리노르에 잠입하는 것을 방지하기 위해 세웠다. 가운데땅과 아만을 통틀어서 가장 높은 산맥으로, 가장 높은 봉우리는 타니퀘틸(Taniquetil)이다. 타니퀘틸은 다른 말로 오이올로세(Oiolossë)라고도 불리며 정상에는 발라들의 왕과 여왕인 만웨와 바르다가 기거하는 궁정이 있다.
펠로리 산맥이 너무나도 높았기 때문에 나무의 시대에는 텔페리온과 라우렐린의 빛이 산맥에 막혀 가운데땅에 도달할 수 없었다. 하지만 중간에 펠로리 산맥을 이분하는 협곡이 있어서 빛이 일부 새어나왔는데, 그 부분을 칼라키랴(Calacirya, 빛의 틈)라고 불렀다. 놀도르의 도시 티리온이 이곳에 위치했다.
예언에 따르면 다고르 다고라스 이후에 모르고스가 완전히 몰락한 뒤, 페아노르가 세개의 실마릴을 회수해 야반나에게 바친다고 한다. 페아노르가 실마릴을 개방하면 그 빛으로 영생목이 부활하게 되고, 마침내 펠로리 산맥도 침식되어 광휘가 온세상에 퍼질 것이라고 전해진다.